# Фаусто дос Сантос
Фаусто дос Сантос (порт. Fausto dos Santos, 28 січня 1905, Кодо, Бразилія — 28 березня 1939, Сантос-Думонт, Бразилія) — бразильський футболіст, що грав на позиції півзахисника, зокрема, за клуб «Васко да Гама», а також національну збірну Бразилії.
Дворазовий переможець Ліги Каріока. 

## Клубна кар'єра
У футболі дебютував 1926 року виступами за команду клубу «Бангу», в якій провів два сезони, взявши участь у 53 матчах чемпіонату. 
Своєю грою за цю команду привернув увагу представників тренерського штабу клубу «Васко да Гама», до складу якого приєднався 1928 року. Відіграв за команду з Ріо-де-Жанейро наступні три сезони своєї ігрової кар'єри.
Згодом, з 1931 по 1935 рік грав у складі команд «Барселона», «Янг Фелловз Ювентус», «Васко да Гама» та «Насьйональ».
Завершив професійну ігрову кар'єру у клубі «Фламенго», за який виступав протягом 1936—1938 років.
Помер 28 березня 1939 року на 35-му році життя від туберкульозу в санаторії у місті Сантос-Думонт.

## Виступи за збірну
1930 року дебютував в офіційних матчах у складі національної збірної Бразилії. 
У складі збірної був учасником чемпіонату світу 1930 року в Уругваї, зігравши в обох матчах - з Югославією (1:2) і з Болівією (4:0) 
Протягом літа 1930-го провів у її формі 4 матчі. Крім двох матчів на ЧС-1930 зіграв ще у двох товариських поєдинках в Ріо-де-Жанейро:
1 серпня 1930 р. Бразилія - Франція 3:2

10 серпня 1930 р. Бразилія - Югославія 4:1

## Титули і досягнення
- Переможець Ліги Каріока (2):

«Васко да Гама»: 1929, 1934